# Защитни очила
Защитните очила са форми на очила, които обикновено затварят или защитават зоната около окото, за да предотвратят досега на частици, вода или химикали. Те се използват в химическите лаборатории и в дървообработването. Често се използват и в снежните спортове, и при плуването. Очилата често се носят при използване на електрически инструменти, като бормашини или верижни триони, за да предотвратят увреждане на очите от летящи частици. Много видове очила се предлагат като очила с рецепта за храта с проблеми със зрението.

## Видове
Изискванията за очила варират в зависимост от употребата. Няколко примера:
- Студено време: Повечето съвременни очила за студено време имат два слоя лещи, за да се предотврати замъгляването. Само с един обектив вътрешната водна пара се кондензира върху обектива, тъй като лещата е по-студена от парите, въпреки че могат да се използват средства против замъгляване. Причината за двуслойната леща е, че вътрешната леща ще бъде топла, докато външната ще бъде студена. Докато температурата на вътрешната леща е близка до тази на вътрешните водни пари, те не се кондензират. Ако обаче водната пара попадне между слоевете на лещата, между лещите може да възникне конденз и е почти невъзможно да се отървете от нея; следователно, правилно конструираните и поддържани двуслойни лещи трябва да са херметични, за да се предотврати навлизането на водни пари между тях.
- Плуване (очила за плуване, напр. шведски очила): Трябва да са водонепроницаеми, за да предотвратят дразнене на очите или замъгляване на зрението, като например солена вода при плуване в океана или хлорирана вода при плуване в басейн. Позволява на плувците да виждат ясно под водата. Такива очила няма да могат да се използват на дълбочина около метър под водата, защото налягането на водата ще ги притисне плътно към лицето. (Под тази граница трябва да се използва водолазна маска, която позволява на потребителя да изравни налягането чрез издишване на въздух през носа.)
- Електрически инструменти: Трябва да бъдат изработени от нечуплив материал, който предотвратява парчета метал, дърво, пластмаса, бетон и така нататък да ударят или пробият окото, обикновено поликарбонат. Обикновено има някакъв вид вентилация, за да се предотврати натрупването на пот във вътрешността на очилата и замъгляването на повърхността.
- Очила за надуваеми вентилатори: Те предпазват очите от отблясъци и летящи искри и горещи метални пръски, докато използвате или близо до фенерче. Те не са правилните филтри за дъгова заварка.
- Очила за заваряне: Включва всички очила за защита на очите по време на заваряване или рязане. Те осигуряват защита срещу отломки, топлината от заваряване и, с подходящи филтри, оптичното излъчване в резултат на заваряването, което в противен случай може да причини снежна слепота.
- Каране на мотоциклет и други дейности на открито: Предпазва от удари от насекоми, прах и т.н.
- Лаборатория и изследвания (напр. Dark adaptor очила): Комбинира устойчивост на удар със странични щитове, за да предотврати попадането на химически пръски в очите. Може също да включва лазерна защита, която ще бъде обхваната от EN 207 (Европа) и ANSI Z 136 (САЩ).
- Ракетбол: Пази очите от ракети, замахващи в затворената зона, и от удар от твърдата гумена топка.
- Зимни спортове: Пази очите от отблясъци и от ледени частици, летящи от земята. Ски очилата с двойни лещи против мъгла са изобретени и патентовани от Робърт Ърл „Боб“ Смит.[1][2][3] Видимото пропускане на светлина (VLT) или стойността S описва процента светлина, пропусната през обектива.[4]
- Астрономия и метеорология: тъмни адаптерни очила се използват преди излизане навън през нощта, за да помогнат очите да се адаптират към тъмното.
- Баскетбол: Няколко играчи на НБА са носили очила по време на игра, включително Карим Абдул-Джабар, Джеймс Уорти, Хорас Грант, Кърт Рамбис и Амарие Стоудемир; те предотвратяват надраскване или удряне на очите на някой играч при опит да хванат баскетболната топка. В повечето случаи играчът започва да носи защитни очила, за да предотврати по-нататъшно нараняване на очите.
- Авиация (напр. очилата AN-6530): В отворени самолети в пилотската кабина, като стари биплани, авиаторите, като Амелия Ърхарт и Чарлз Кингсфорд Смит, носят очила за защита от вятъра и се използват и до днес.
- Виртуална реалност: Наборът за виртуална реалност, понякога наричан „очила“, са визуален интерфейс за обозначаване на компютърна продукция. Обикновено информацията за дисплея на компютъра се представя като триизмерно представяне на реални среди.
- Пиянство (напр. Fatal Vision): Очила, предназначени да симулират променящите зрението ефекти на психоактивни лекарства, по-специално алкохол. Няма проучвания, които да са установили благоприятни ефекти от използването на такива очила върху вероятността хората по-късно да се включат в нетрезво шофиране.[5][6]

- Традиционни инуитски очила
- Метални ненци очила
- Предпазни очила и каски, 1943 г.
- Очила за плуване
- Didymium (смес на Pr и Nd) очила при производство на стъклени изделия чрез издухване и ковачество
- Защитни очила „Phillips Safety Products Didymium“ със синьо стъкло и златно огледално покритие
- Предпазни очила за поялна лампа
- Защитни очила със свалящи се лещи

## Мода
Очилата често се носят като модно изявление в определени субкултури, най-често като част от субкултурата на кибергот (cybergoth). Обикновено се носят над очите или нагоре по челото. Феновете на жанра или субкултурата на steampunk също често носят очила в стил steampunk, особено когато се представят в ролева игра на живо.
Очилата също често се използват от аниме и манга като модно изявление. Например, това е идиосинкразия на герои от лидери на екипи в анимето Digimon да носят очила. Други забележителни герои, които носят очила, са младите Наруто Узумаки и Конохамару от Наруто, Мат от Death Note и Усоп от One Piece.

## Употреба от животни
Защитни очила се предлагат и за коне, използвани в скоростни спортове като конни надбягвания. В някои традиции на конна борба с бикове, конят може да носи защитна кърпа върху очите си.
Очилата са използвани за военни кучета, за защита при тежки условия, като пясъчни бури и турболенция от хеликоптери. Една от марките на този вид очила са Doggles.
- Кон за борба с бикове, носещ защитна кърпа
- Белгийска овчарка от армията на САЩ носи защитни очила, предпазващи от прах в Афганистан